# San Ferdinando
San Ferdinando – miejscowość i gmina we Włoszech, w regionie Kalabria, w prowincji Reggio Calabria.
Według danych na rok 2004 gminę zamieszkiwało 4306 osób, 331,2 os./km².